# 데이비드 저스티스
데이비드 크리스토퍼 저스티스(David Christopher Justice, 1966년 4월 14일 ~ )는 메이저 리그 베이스볼에서 외야수와 지명 타자로 활약한 전 미국의 야구 선수로 애틀랜타 브레이브스(1989 ~ 1996), 클리블랜드 인디언스(1997 ~ 2000), 뉴욕 양키스(2000 ~ 2001)와 오클랜드 애슬레틱스(2002)를 위하여 뛰었다.

## 어린 시절
저스티스는 신시내티에서 로버트와 네티 저스티스 사이에 태어나 카톨릭 학교 세인트조지프와 세인트클레멘트 학교를 각각 다녔다. 그는 운동적으로 교실에서 둘다 뛰어났으며 7위와 8위급을 넘었다. 고등학교에서 저스티스는 자신의 농구 재능으로 더욱 알려져 학교 역사상 최고의 지도적 득점자가 되어 자신의 시니어 해에 한 경기에 26.5점을 평균하였다. 1982년 16세의 나이로 켄터키주 코빙턴에 있는 코빙턴 라틴 학교를 졸업하였다. 그러고나서 농구 장학금에 크레스트뷰힐스에 있는 토머스 모어 칼리지에서 수학하면서 범죄 정의학에서 주전공을, 심리학에서 부전공하였다.

## 프로 경력

### 애틀랜타 브레이브스
저스티스는 1989년 5월 자신의 메이저 리그 데뷔를 하여 애틀랜타 브레이브스를 위하여 활약하였다. 젊은 우익수는 브레이브스 팬의 호의자 데일 머피가 필라델피아 필리스로 이적된 후 출발 직위를 얻었다. 저스티스는 즉시 1990년 시즌의 두번째 절반 동안에 공격적인 돌진으로 가 자신을 "올해의 내셔널 리그 신인 선수" 상을 주장하는 데 도움을 준 28개의 홈런과 함께 끝냈다. 1991년 갑자기 출세한 브레이브스는 자신들의 디비전의 정상으로 오르고 저스티스는 자신이 6월에 끈질긴 목 부상에 의하여 출장 못하게 될 때에 타구한 득점에서 내셔널 리그를 이끌었다. 그는 부상에 불구하고 타구한 87개의 득점과 끝내고 자신의 첫 월드 시리즈에서 뛰었다.
1992년 자신의 상연 슬라이드를 조금 본 후에 저스티스는 완고한 1993년 시즌을 즐겼다. 그는 78회의 4구에 의한 출루와 함께 40개의 홈런과 120개의 타점을 모아 MVP 투표에서 배리 본즈와 레니 딕스트라에 밀려 3위를 하였다. 그는 1994년 파업이 활약을 끝낼 때 .427의 출루율과 .531의 장타율과 함께 .313점을 타구하였다.
야구가 1995년에 돌아온 후 저스티스는 브레이브스가 클리블랜드 인디언스를 상대로 월드 시리즈를 우승하는 데 도움을 주었다. 그는 브레이브스의 팬들이 팀을 마련한 후원의 수준에 그들을 비난할 때 주의를 끌어들였다. 6번째 경기에서 그의 중대한 홈런이 선수권을 결말을 지은 1 대 0 경기에서 단 하나의 득점을 마련할 때 저스티스는 영웅으로 끝났다.
1996년 5월 피츠버그 파이리츠를 상대로 경기에서 스윙과 놓침은 시즌을 끝내는 어깨의 갈라짐을 일으켰다. 자신이 이듬해 봄 훈련의 최종의 주 동안에 이적되면서 브레이브스의 선수로서 저스티스의 마지막 타수로 증명하려고 했다.
저시티스는 후에 외야수 케니 로프턴과 구원 투수 앨런 엠브리를 위하여 외야수 마키스 그리섬과 함께 클리블랜드 인디언스로 이적되었다.

### 클리블랜드 인디언스
저스티스는 자신이 남은 좋은 세월을 가진 권리를 증명하였다. 그는 또 다른 월드 시리즈 출연을 만드는 동안에 33개의 홈런과 함께 1997년 .418 출루율과 .596 장타율과 하 .329점을 쳤다. 그는 2000년 자신의 큰 해가 열리기 전에 인디언스와 함께 1998년과 1999년 견고한 수를 배치하였다. 그 시즌에 그는 .377의 출루율과 .584의 장타율과 함께 합쳐진 .286점을 치고, 118의 타점과 함께 41개의 홈런을 쳤다.

### 뉴욕 양키스
2000년 6월 28일 양키스의 총지배인 브라이언 캐시먼은 저스티스를 위하여 인디언스의 총지배인 존 하트아 이적을 최종적으로 승인하여 제이크 웨스트브룩, 재크 데이와 리키 레데를 인디언스로 보냈다. 자신의 각각의 팀들로부터 새미 소사와 후안 곤살레스를 불러들이지 못한 양키스는 저스티스를 합법적인 홈런 위협으로 보았다. 복귀에서 저스티스는 막바지의 분전으로 불을 잡아 자신의 2번째 월드 시리즈 우승으로 가는 길에 그해의 아메리칸 리그 시리즈 MVP 상을 수상하였다.

### 오클랜드 애슬레틱스
완고한 사타구니 부상의 결과로서 저스티스는 2001년 자신의 상연 슬라이드를 숙고적으로 보았고 12월 7일 3루수 로빈 벤투라를 위하여 뉴욕 메츠로 이적되었다. 메츠의 총지배인 스티브 필립스는 그러고나서 왼손잡이 투수 마크 거스리와 오른손잡이 투수 타일러 예이츠를 위하여 12월 14일 저스티스를 오클랜드 애슬레틱스로 이적시켰다. 그는 2002년에 플레이오프들로 도달한 애슬레틱스 팀에 최종의 시즌을 활약하고 시즌의 첫주를 위하여 "이번 주의 아메리칸 리그 선수"로 임명되었다. 애슬레틱스에 그의 추가는 팀의 원조 총지배인 폴 데포데스타에 의하여 실험으로 언급되었다.

### 경력 총계
저스티스는 1610개의 경기들에서 .378의 출루율, .500의 장타율, 205개의 홈런, 903회의 4구에 의한 출루와 1017의 타점과 함께 자신의 경력을 끝냈다. 1991년부터 2002년의 자신의 마지막 시즌까지 저스티스의 팀들은 매년 공식 이후의 시즌을 만들었다. 그 시간들에 그는 월드 시리즈를 6번이나 만들어 2번이나 우승하였다. 그는 타수, 활약한 경기들, 안타와 홈런같은 경력의 공식 이후 시즌 분류들의 수에서 톱 10에 들어와있다.

### 명예
1994년 5월 9일 데이비드 저스티스는 피플의 "50명의 가장 아름다운 사람들" 명단에 들어와있다.
2007년 3월 저시티스가 애틀랜타 브레이브스 명예의 전당에 헌액될 것이라고 공고되었다. 그는 명예의 전당에 헌액되는 데 브레이브스의 14개의 연속적 디비전 타이틀 팀들 중 아무의 첫 회원이었다. 헌액식은 8월 17일에 열렸다. 다수의 전 브레이브스 선수들과 코치들이 참석하고 브레이브스 전설 행크 에런과 전 소유자 테드 터너로부터 추모 비디오들이 보였다. 그 저녁의 경기에 앞서 저스티스는 스포츠 화가 바트 포브스에 의하여 초상화와 함께 수여되었다.
저스티스는 2008년 메이저 리그 베이스볼 명예의 전당을 위하여 적합하였으나 미래의 비밀 투표에 임명으로부터 자신을 막은 단 하나의 투표를 받았다.

## 방송 경력
자신의 선수 경력 이후에 저스티스는 2년 동안 ESPN 야구 방송의 해설자로 지냈다. 그는 후에 경기와 스튜디오 분석자로서 뉴욕 양키스의 YES 네트워크에 가입하여 부제에 네트워크의 청소년 경향의 프로그램 양키스를 사회보기도 하였다. 2008년 시즌에 앞서 YES 네트워크는 저스티스가 그 시즌 동안에 나오기 않을 것이나 네트워크의 웹사이트로 기사를 공헌할 것이라 공고하였다. 저스티스는 이 변화가 미첼 리포트에서 자신의 포함으로 책임에 없었음을 진술하였으나 산불에 의한 자신의 캘리포니아주 저택의 파괴와 최근 모친의 사망 때문이었다. 저스티스는 절대로 네트워크에 돌아오지 않았다.
그는 《The Young and Restless》의 1992년 에피소드에 나오기도 하였다. 그는 오클랜드 애슬레틱스 팀과 그 총지배인 빌리 빈에 관한 최고로 팔린 마이클 루이스의 책 〈Moneyball:The Art of Winning an Unfair Game〉의 영화 개작 《Moneyball》에서 스티븐 비숍에 의하여 역이 맡아졌다.

## 개인 생활
1991년 12월 31일 저스티스는 영화 배우 핼리 베리와 결혼하여 조지아주 샌디스프링스에 거주하였다. 그들은 1996년 2월 22일 헤어지고 이듬해 6월 24일 이혼하였다.
그의 첫 아들 데이비드 2세(1999년 12월 17일 생)는 전 약혼녀 니콜 포스터와 함께 살고 있다.
그는 2001년 2월 8일 엑소틱 스파이시즈 캘런더스의 최고 경영자 리베카 발라로보스와 결혼하여 2명의 자식을 두었다 - 아들 디오니시오(2002년 6월 7일 생)과 딸 라켈(2004년 생).